# Морфоскульптура
Морфоскульптура (от др.-греч. γῆμορφή «форма» + лат. sculptura|«скульптура» — «ваяние, резьба») — термин, применяемый по отношению к мезоформам рельефа, созданным экзогенными процессами. Используется в геоморфологии.
Определяет внешний вид различных форм рельефа, его визуальный облик с обязательным употреблением синонимов или приложением иллюстраций, исчерпывающих восприятие описываемого объекта.
Введен в российский научный лексикон русским и советским географом и геоморфологом Иннокентием Герасимовым в 1946. Автор термина толкует понятие несколько иначе: «относительно небольшие формы рельефа» — овраги, моренные гряды, дюны, карстовые воронки и тому подобное.
Нередко морфоскульптуры представляют собой детали морфоструктуры